# Berislavec
Berislavec is een plaats in de gemeente Sveti Ivan Zelina in de Kroatische provincie Zagreb. De plaats telt 43 inwoners (2001).